# FMA I.Ae. 37
 (octobre 2023).
Si vous disposez d'ouvrages ou d'articles de référence ou si vous connaissez des sites web de qualité traitant du thème abordé ici, merci de compléter l'article en donnant les références utiles à sa vérifiabilité et en les liant à la section « Notes et références ».

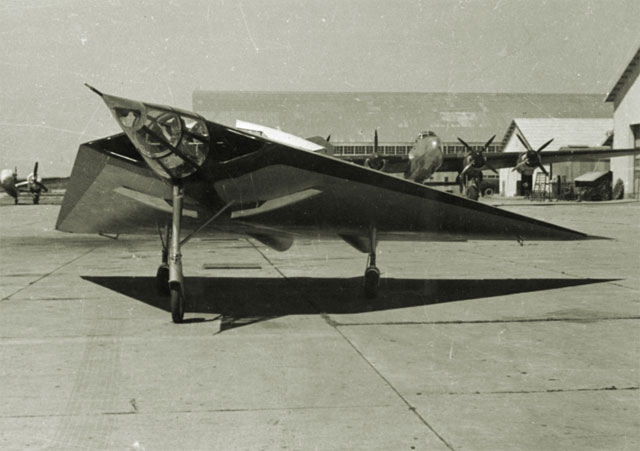
FMA I.Ae. 37 (prototype planeur, sans cockpit).

Le FMA I.Ae. 37 est un avion d'interception argentin à aile delta des années 1950. Fabriqué par la Fábrica Militar de Aviones et conçu par Reimar Horten, l'un des frères Horten.

## Développement

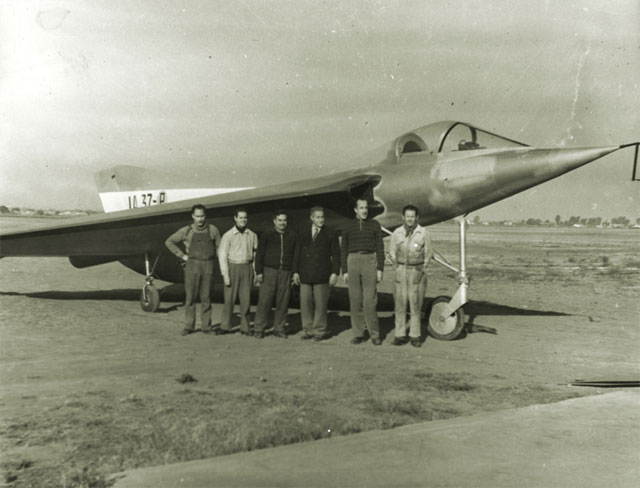
Prototype motorisé, avec cockpit (1956).

Il n'a pas dépassé le stade du prototype et a été annulé en 1960.